# Marshall Rosenbluth
Marshall Nicholas Rosenbluth (Albany, 5 de fevereiro de 1927 — San Diego, 28 de setembro de 2003) foi um físico de plasma estadunidense.
Marshall Nicholas Rosenbluth foi membro da National Academy of Sciences dos Estados Unidos. Em 1997 foi premiado com a Medalha Nacional de Ciências pelas suas descobertas sobre a fusão termonuclear controlada, contribuições para a física de plasmas e pelo trabalho em mecânica estatística. Também recebeu o Prêmio Ernest Orlando Lawrence (1964), o Prêmio Albert Einstein (1967), o Prêmio James Clerk Maxwell de Física do Plasma (1976) e o Prêmio Enrico Fermi (1985).
Durante a sua carreira pós-doutoral na Universidade de Stanford (1949–1950), derivou a fórmula de Rosenbluth, que foi a base da análise usada por Robert Hofstadter na sua investigação experimental premiada com o Nobel sobre scattering de eletrões.